# Antoni Casanovas i Torrents
Antoni Casanovas i Torrents (Barcelona, 1752- 1796) fou un dibuixant i pintor català del segle xviii.

## Biografia
Era un dels integrants d'una nombrosa família d'artistes barcelonins (Joan Casanovas, Joan Casanovas Ricart, Abdó Ricart, Manuel Arrau i Francesc Vives). Es va formar sota les ordres de Manuel Tramulles i es va fer amic del també pintor Marià Catà de la Vall. El 30 de novembre de 1777 va presentar-se a les proves per a aconseguir la llicència de pintor, apadrinat per Tramulles. Va aconseguir la llicència dos anys més tard. El 1783 va decorar la façana de la casa de Gil Grau a la plaça dels encants de Barcelona. Va opositar a una plaça d'ajudant de l'Escola de dibuix, i el 1784 es va disputar contra el seu propi mestre la plaça de pintor de l'Ajuntament de Barcelona. El 1785, poc abans de la seva desaparició, fou nomenat Cònsol del Col·legi de Pintors, juntament amb Pere Ferrer i Josep Padrós. Moriria a Barcelona el 1796.
No es conserva gairebé cap obra seva, tret de diversos dibuixos, alguns dels quals es conserven al fons del Museu Nacional d'Art de Catalunya, provinents de la col·lecció privada de Raimon Casellas, adquirida el 1911 per la Junta de Museus.

## Obra
Entre les obres que li són assignades, es pot veure un traç segur i ràpid, resseguint i ennegrint les siluetes dels personatges principals, amb bona capacitat compositiva i sensació de vitalitat. Al Mnac es conserven, entre d'altres:
- Sant confortant dos presoners (21,5 x 30,8cm) MNAC/GDG/27141/D
- Escena teatral (20,8 x 14,7cm) MNAC/GDG/651590/D
- Escena teatral: ball de disfresses (20 x 26cm) MNAC/GDG/27147/D
- Minuet (20,8 x 30 cm) MNAC/GDG/27155/D
- Contradansa (20,8 x 30cm) MNAC/GDG/27157/D
- L'Acadèmia d'en Tramulles (21,6 x 31,2cm) MNAC/GDG/65026/D